# شرکت تولیدی کلت
شرکت تولیدی کلت (به انگلیسی: Colt's Manufacturing Company)، یک شرکت اسلحه‌سازی در ایالات متحده آمریکا است که در سال ۱۸۵۵ توسط ساموئل کلت (به انگلیسی: Samuel Colt) تأسیس شده است.

## محصولات
کلت سلاح‌های گوناگون و معروف زیادی ساخته است که می‌توان از محصولات آن به کلت آناکوندا، ام۴ کارابین، ام۱۶، کلت کماندو، کلت تکنواخت ارتشی، کلت ام۱۹۱۱ و کلت ام۱۹۱۷ اشاره کرد.